# Mauricio Isaís
Mauricio André Isais (Brownwood, 9 de abril de 2001) es un futbolista estadounidense-mexicano de origen sirio. Juega como lateral izquierdo y su equipo es el Toluca F. C. de la Primera División de México.

## Trayectoria

### Club León
Debutó, profesionalmente, con el Club León el 25 de enero de 2020 en la victoria por 3-0 de los panzas verdes sobre el C. F. Pachuca.

### C. F. Pachuca
Con el Pachuca logró obtener el título de liga en el Apertura 2022. Anotó un gol en la ida de la final contra el Toluca, su siguiente club.

### Deportivo Toluca F. C.
En mayo de 2023 se anunció su incorporación al Deportivo Toluca.

### Club León (Segunda Etapa)
Regreso a su primer equipo para el torneo apertura 2024, luego de su etapa con los Diablos Rojos.

## Estadísticas
Actualizado al último partido jugado el 31 de marzo de 2024.
| León · México                       | 1.ª           | 2019-20       | 2  | 0 | ― | ― | ― | ― | 2  | 0 |
| León · México                       | 1.ª           | 2020-21       | 0  | 0 | ― | ― | ― | ― | 0  | 0 |
| León · México                       | Total club    | Total club    | 2  | 0 | 0 | 0 | 0 | 0 | 2  | 0 |
| Pachuca · México                    | 1.ª           | 2021-22       | 1  | 0 | ― | ― | ― | ― | 1  | 0 |
| Pachuca · México                    | 1.ª           | 2022-23       | 38 | 3 | ― | ― | 2 | 0 | 40 | 3 |
| Pachuca · México                    | Total club    | Total club    | 39 | 3 | 0 | 0 | 2 | 0 | 41 | 3 |
| Toluca · México                     | 1.ª           | 2023-24       | 13 | 0 | ― | ― | 6 | 0 | 19 | 0 |
| Toluca · México                     | Total club    | Total club    | 13 | 0 | 0 | 0 | 6 | 0 | 19 | 0 |
| Total carrera                       | Total carrera | Total carrera | 54 | 3 | 0 | 0 | 6 | 0 | 62 | 3 |
| (1)Incluye datos de la Copa México. |               |               |    |   |   |   |   |   |    |   |

## Palmarés

### Campeonatos nacionales
| Título               | Equipo  | Sede   | Año  |
| -------------------- | ------- | ------ | ---- |
| Liga MX              | Pachuca | México | 2022 |
| Campeón de Campeones | Toluca  | México | 2025 |